# Ou Chuliang
Ou Chuliang (區楚良T, 区楚良S, Oū ChǔliángP; Canton, 26 agosto 1968) è un allenatore di calcio ed ex calciatore cinese, di ruolo portiere.

## Palmarès

### Giocatore

#### Competizioni nazionali
- Coppa della Cina: 1

Shanghai Shenhua: 1998